# Écoulement incompressible
Un écoulement incompressible est un déplacement d'une quantité de fluide dont la masse volumique est considérée comme constante au cours du processus, soit une dérivée particulaire du champ scalaire de masse volumique négligeable (description eulérienne). Dans la pratique, on considère généralement que les écoulements liquides sont approximativement incompressibles et, pour les gaz, l'écoulement est considéré incompressible quand il a lieu à un nombre de Mach suffisamment faible (inférieur à 0,3, en première approximation).

## Traduction mathématique
Si l'on note {\displaystyle \rho =\rho (M,t)} la masse volumique en un point {\displaystyle M} à un instant {\displaystyle t} et si l'on considère l'écoulement incompressible alors :
{\displaystyle {\frac {\mathrm {D} \rho }{\mathrm {D} t}}=0},
où {\displaystyle {\frac {\mathrm {D} \rho }{\mathrm {D} t}}} est la dérivée particulaire de la masse volumique. 
On peut caractériser un tel écoulement par la relation suivante :
{\displaystyle {\hbox{div}}\,{\overrightarrow {v}}=0},
où {\displaystyle {\overrightarrow {v}}={\overrightarrow {v}}(M,t)} est la vitesse d'une particule fluide en un point M à un instant t.

## Cas des liquides

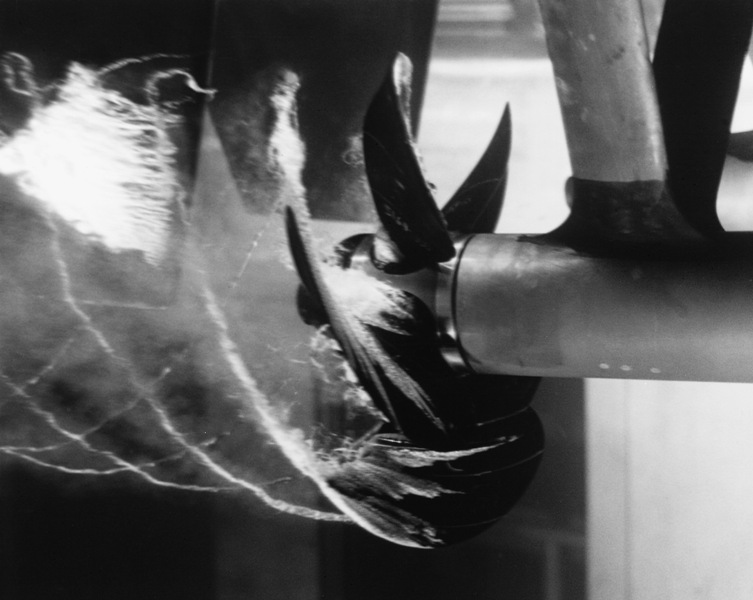
Cavitation d'une hélice.

Les liquides (comme l'eau, par exemple) sont légèrement compressibles (tout comme les métaux qui doivent à leur compressibilité leurs qualités d'élasticité). Mais lors de leur écoulement, on pourra souvent considérer les liquides comme incompressibles.
Par contre, ils ne sont pas extensibles et leur mise en dépression (cette mise en dépression étant tout à fait normale dans un écoulement) conduira, si elle dépasse un certain seuil (la Pression de vapeur saturante), à la transformation locale de l'eau en vapeur d'eau, phénomène appelé cavitation (ce mot signifiant formation de cavités emplies de vapeur d'eau). La cavitation modifie énormément l'écoulement de l'eau sur les hélices, par exemple, et peut amener à l'érosion rapide de leur surface (indépendamment du bruit qu'elle crée).

## Cas des gaz

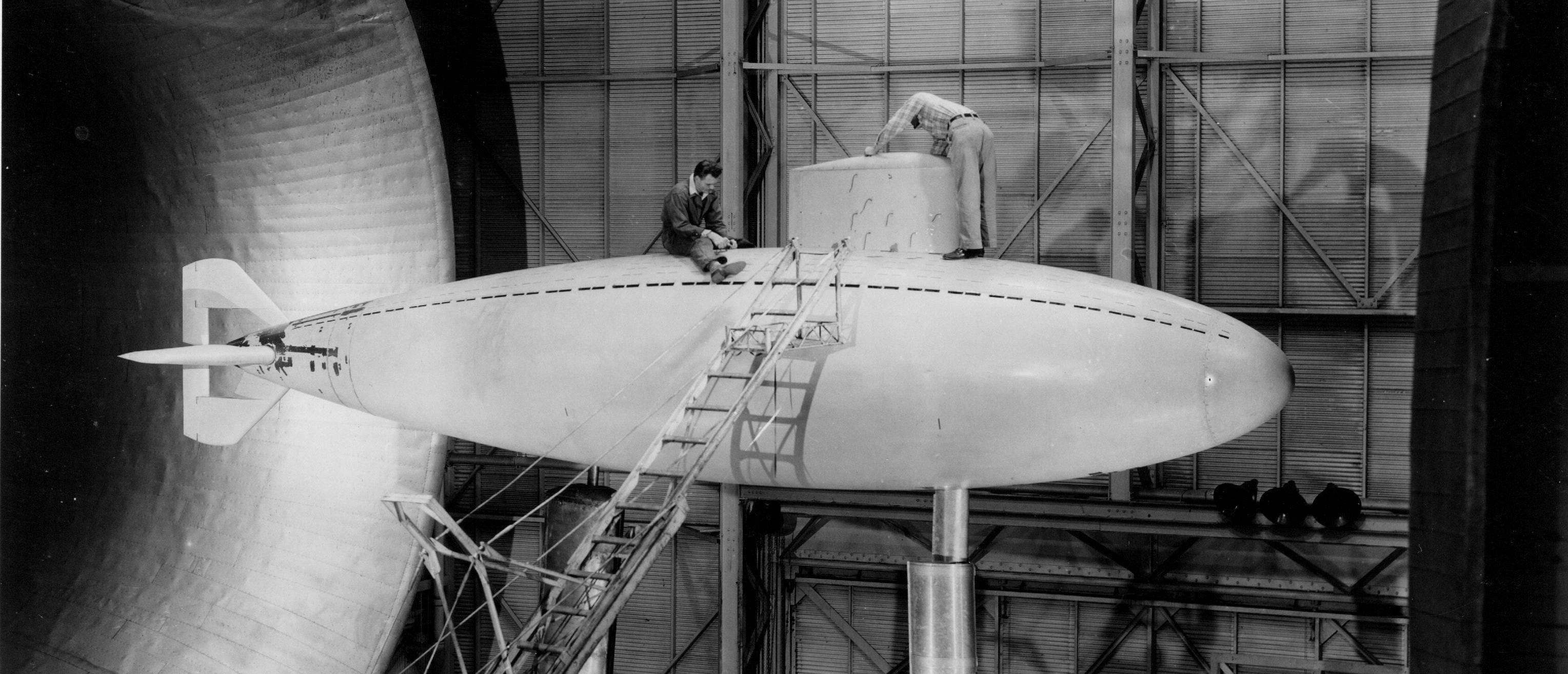
Le sous-marin américain Albacore dans la soufflerie de Langley.

Bien que les gaz soient évidemment compressibles, l'hypothèse de fluide incompressible peut être également utilisée pour leurs écoulements, à condition que le nombre de Mach soit faible. S'il est inférieur à 0,3 Mach, le changement de densité dû à la vélocité est d'environ 5 %.
L'incompressibilité de l'air à Nombre de Mach suffisamment faible explique que l'on puisse tester, par exemple, des sous-marins dans une soufflerie à air, puisque, à ces bas Nombres de Mach, l'air présente une compressibilité analogue à celle de l'eau.

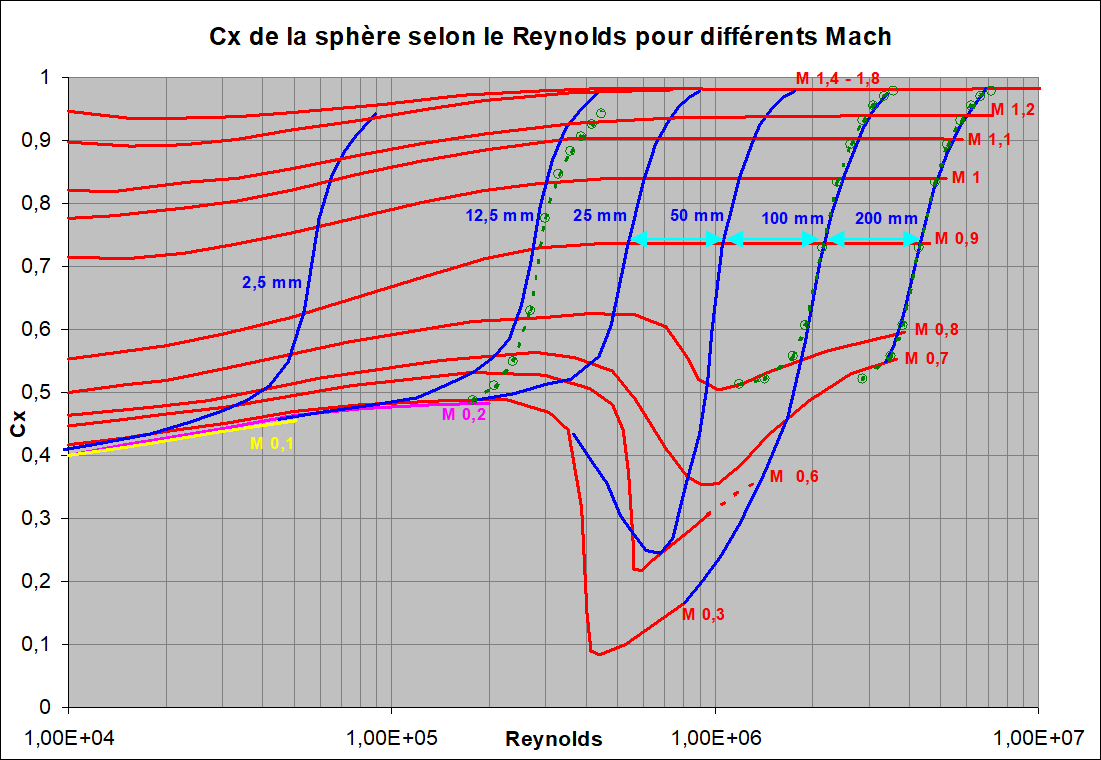
Premiers effets de la compressibilité sur le Cx de la sphère

On peut illustrer les problèmes que pose la compressibilité des gaz par le graphe ci-contre
.  Pour les Mach dits incompressibles (jusqu'à 0,3 Mach inclus), les courbes jaune, fuchsia et rouge sont presque confondues : Elles dessinent ensemble la courbe classique de la crise de traînée de la sphère en fonction de son Reynolds. Mais lorsque, pour un petit diamètre de sphère (par exemple 2,5 mm), on augmente légèrement la vitesse de l'écoulement (afin d'augmenter le Reynolds), on augmente bien celui-ci, mais surtout le Cx croît vertigineusement (courbes bleues pour ce diamètre et d'autres diamètres) parce que les sphères se sont (pourtant très peu) approchées du mur du son. Si l'on désire balayer une plage de Reynolds suffisamment large, on est donc contraint, pour rester en écoulement dit incompressible, d'augmenter le diamètre de la sphère (et donc de la soufflerie, ce qui n'est pas toujours possible).